# كريستيان غران
كريستيان غران (بالسويدية: Chris Dangerous)‏ هو طبال وموسيقي سويدي، ولد في 12 يونيو 1978 في Fagersta ‏ في السويد.

## وصلات خارجية
- الموقع الرسمي
- كريستيان غران على موقع IMDb (الإنجليزية)
- كريستيان غران على موقع ميوزك برينز (الإنجليزية)
- كريستيان غران على موقع قاعدة بيانات الأفلام السويدية (السويدية)
- كريستيان غران على موقع أول ميوزيك (الإنجليزية)
- كريستيان غران على موقع ديسكوغز (الإنجليزية)